# سوتوموره
سوتوموره (به مونته‌نگرویی: Сутоморе) یک شهر توریستی در غرب مونته‌نگرو در شمال شهر بار قرار گرفته است . ساختار جمعیتی سوتوموره نیمی صرب نیمی مونته‌نگرویی است . دسترسی به شهر سوتوموره از طریق قطار امکان‌پذیر می‌باشد . 

## جاذبه‌های توریستی
- پلاژ میلنا دراویچ
- قلعه تابیا
- پلاژ عمومی سوتوموره
- پلاژ عمومی زلتانا اُبلا
- قلعه راتاس
- پلاژ برهنگی راتاس